# Universitat de Nantes
La Universitat de Nantes és una universitat pública situada a la ciutat de Nantes. Va ser fundada el 4 d'abril de 1460, quan Francesc II de Bretanya va suggerir la creació de la Universitat de Bretanya, però es va reestructurar el 1961. S'hi imparteixen cursos a les següents àrees: Dret, Economia, Arts, Llengües, Ciències, Tecnologia, Salut i Ciències Socials.
A més dels diversos campus dispersos a la ciutat de Nantes, hi ha dos campus satèl·lits ubicats a Saint-Nazaire i La Roche-sur-Yon. Actualment, la universitat compta amb més de 35.000 estudiants i més d'una desena part són estudiants internacionals procedents de 110 països diferents.

## Alumnes notables
- Jacqueline Auriol, aviadora
- Jean-Marc Ayrault, polític
- Patrick Deville, escriptor
- Marina Jaunatre, exciclista
- Stéphane Le Foll, polític
- Jean Rouaud, escriptor

## Galeria

Escut de la Universitat de Nantes (XVII-XVIII)
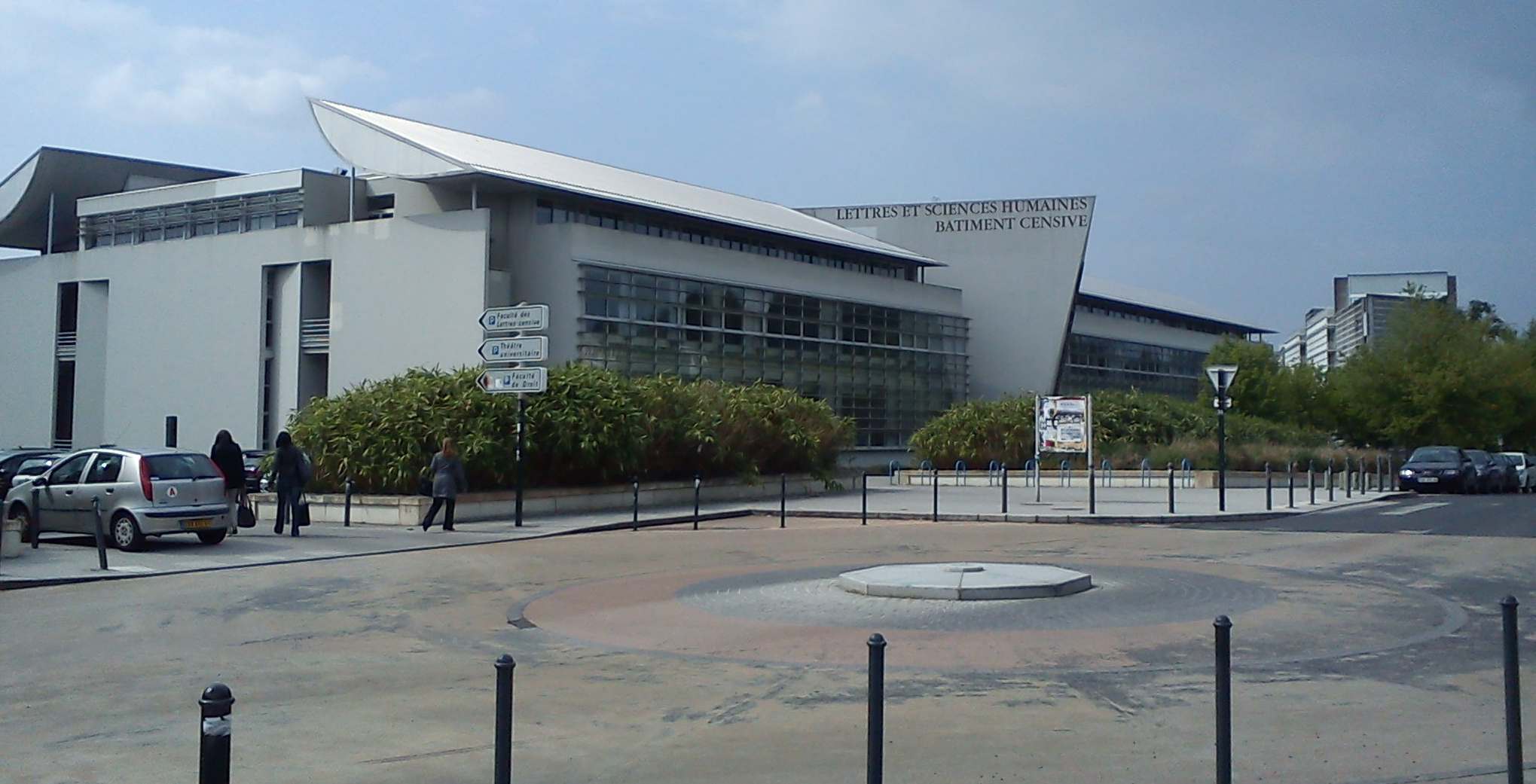
Facultat d'Humanitats
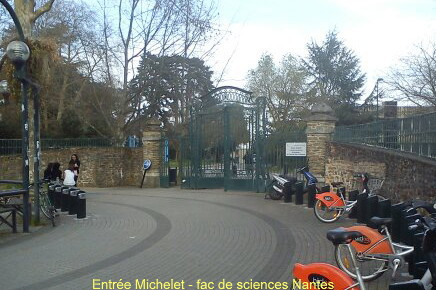
Accés a la facultat de Ciències
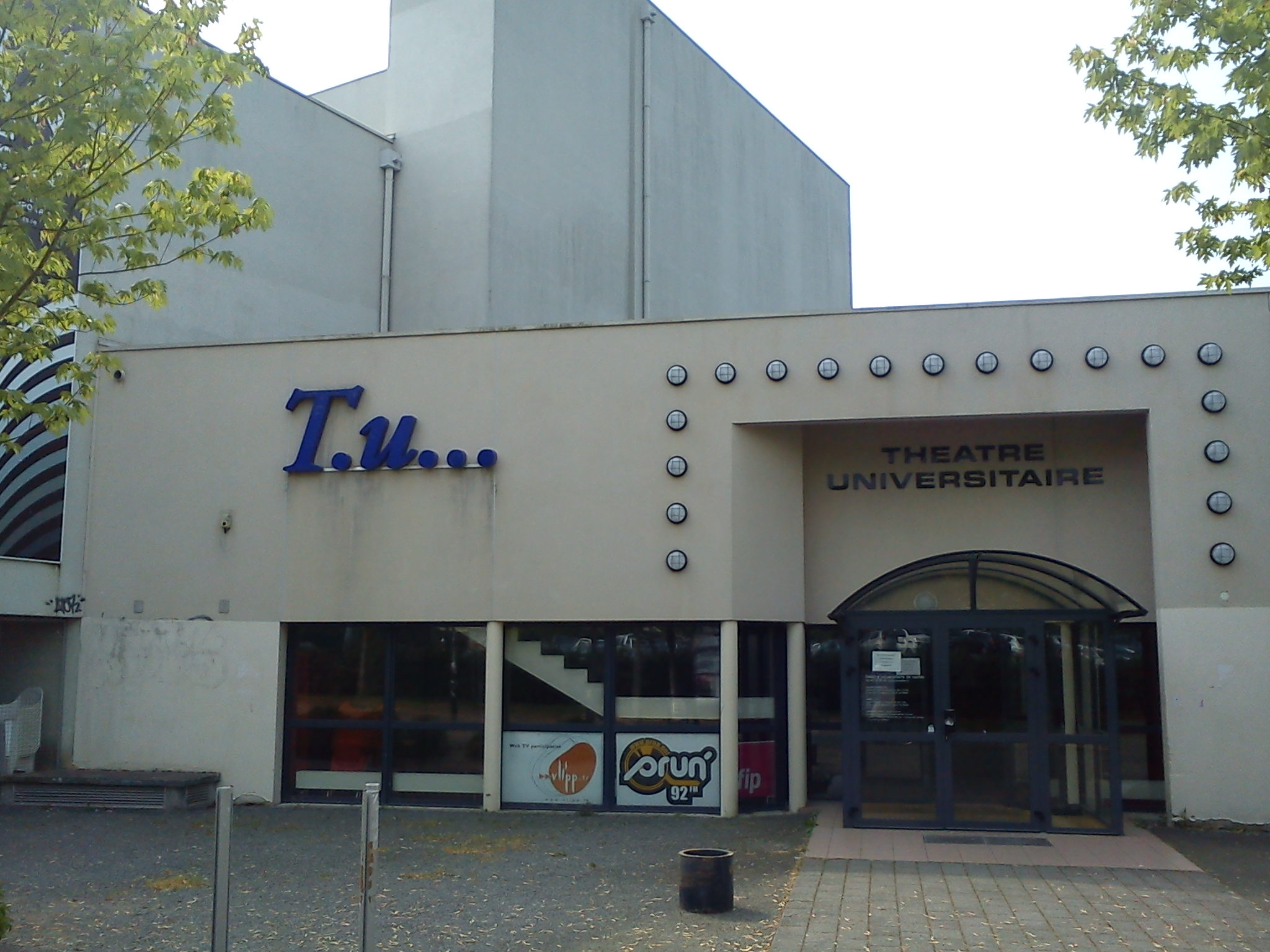
Teatre